# Nam Cheong (métro de Hong Kong)

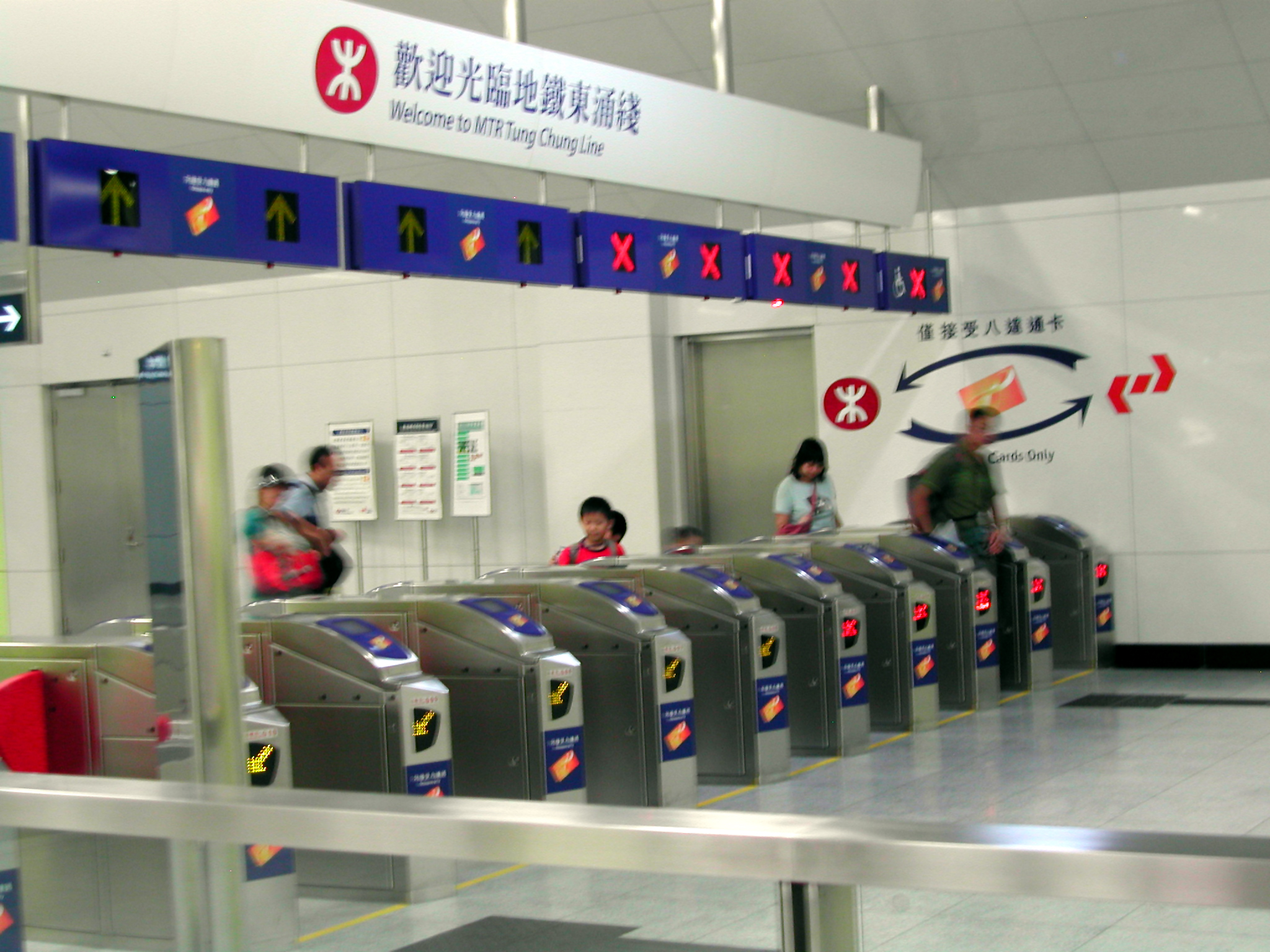
Portes de l'échangeur entre MTR et KCR avant 2007.

Nam Cheong (en chinois : 南昌; Jyutping : naam4 coeng1; pinyin : Nánchāng) est une station du métro de Hong Kong. Elle est aujourd'hui desservie par la Tuen Ma Line. Ses murs sont jaune-vert pâle.
Située à l'ouest de Nam Cheong et à l'est de West Kowloon Highway, la station est interconnectée avec le MTR et la Tung Chung. C'était la première station de Hong Kong où les réseaux KCR et MTR sont complètement connectés avant 2007. Un échangeur vers d'autres transports publics est situé à l'est de la station.